# Monety (powiat olecki)
Monety (dawniej niem. Moneten, do 1938 Monethen) – wieś w Polsce położona w województwie warmińsko-mazurskim, w powiecie oleckim, w gminie Kowale Oleckie. W latach 1975–1998 miejscowość należała administracyjnie do województwa suwalskiego.
W XVII wieku miejscowi chłopi mieli obowiązek odrabiania szarwarku w folwarku domenialnym w Sedrankach.
Wieś lokowana przed rokiem 1564 przez starostę książęcego Wawrzyńca von Halle, jednakże przywilej lokacyjny na prawie chełmińskim pochodzi dopiero z 1616 r. wydany przez księcia Jana Zygmunta, nazwa wsi wywodzi się od nazwiska pierwszego sołtysa. Zasadźca zakupił przed rokiem 1564 4 włóki sołeckie za 140 grzywien. Część wsi pod nazwą Gartenberg (nazywana wcześniej Gorczyce), lokowana została jako wolna wieś 25 października 1563 roku. W 1616 r. we wsi mieszkali sami Polacy. Szkoła jednoklasowa powstała koło 1740 r. Wieś należała do parafii Szarejki.
W 1938 wieś liczyła 405 mieszkańców. Najbliższy urząd pocztowy mieścił się w Szarejkach.